# Карачун (гора)
Карачун (Карачун-гора) — гора вблизи города Славянска Донецкой области Украины.
Представляет собой северо-восточный угол возвышенности, разделяющий бассейны рек Сухой Торец и Маячка, высшая точка 167,6 м над уровнем моря. Сама возвышенность поднимается на запад и превосходит абсолютную высоту 180 м. Ведётся добыча мела в карьере.
В 1976—1979 годах на Карачун-горе был построен телерадиопередающий центр с мачтой высотой 222 метра.

## Этимология названия
Название горы переводится с тюркского как «чёрная смерть». Это название, предположительно, связано с тем, что из-за своего господствующего положения гора помогала первым поселенцам защищаться от набегов половцев. Позднее на горе располагались казацкие дозоры.
Возможно название горы происходит от древнерусского названия праздника в честь божества смерти, позднее рождественского поста — Карачун (Корочун).
Вместе с тем данное название горы документально фиксируется только в середине XX века (в ранних описаниях и на картах значится как «Мазанова гора»). Допускают, что оно могло возникнуть (вместе с сопутствующими легендами) в новейшее время под влиянием популярной арии Торопа из оперы «Аскольдова могила» (1835) «Близко города Славянска, на верху крутой горы, знаменитый жил боярин по прозванью Карачун».

## Легенды
С горой Карачун связана старинная легенда. Якобы в древние времена (до Ивана Грозного) на горе поселился опальный боярин Карачун со своими сподвижниками. Вблизи горы проходил торговый шлях и боярин со своей бандой стал заниматься разбоями и грабежами. Награбленное золото Карачун прятал глубоко в горе. Когда царь узнал о проделках опального боярина, он послал к нему своё войско. В этом бою банда Карачуна была разбита, а сам он погиб. И с этого времени гора якобы и носит название Карачун.
Согласно другой легенде, двое братьев-разбойников из банды Карачуна захотели овладеть дочерью местного лесника. Она попыталась убежать от них, но разбойники догнали её на вершине горы. И тогда девушка сказала: «Чем быть вашей пленницей, лучше уж я тут камнем лягу! Да и вы, проклятые, чтоб окаменели за ваши жестокость и зло!». И в тот же миг она обратилась в камень, а вслед за ней окаменели и оба брата. Якобы эти камни и поныне лежат на вершине горы.

## Новейшая история
С апреля по июль 2014 года в ходе вооружённого конфликта на востоке Украины из-за важного стратегического значения горы Карачун в её районе шли бои между Вооружёнными силами Украины и сторонниками самопровозглашённой Донецкой Народной Республики.
В результате обстрела 1 июля 2014 года были повреждены опорные тросы и телевышка передающего центра упала.
5 декабря 2016 года возобновила свою работу телевышка на горе Карачун возле Славянска. Сигнал вещания восстановлен в северной части Донбасса.